# François Auguste Ferdinand Donnet
François Auguste Ferdinand Donnet (ur. 16 listopada 1795 w Bourg-Argental, zm. 23 grudnia 1882 w Bordeaux) – francuski duchowny katolicki, arcybiskup Bordeaux, kardynał.

## Życiorys
W latach 1806–1813 kształcił się w kolegium w Annonay. Ukończył następnie seminarium w św. Ireneusza w Lyonie. 7 marca 1819 otrzymał święcenia kapłańskie. Pracował m.in. jako profesor szkoły w Belley, wikariusz w Guillotière, a także proboszcz w Irigny. Służył też jako misjonarz w wielu francuskich miastach. Był honorowym kanonikiem katedry w Blois. W 1827 został proboszczem w Villefranche-sur-Saône. Później był wikariuszem generalnym w Tours, a następnie w Lyonie.
6 kwietnia 1835 mianowany biskupem koadiutorem Nancy et Toul, z prawem następstwa. Sakry w Paryżu udzielił mu biskup Nancy et Toul Charles-Joseph-Marie-Auguste de Forbin-Janson. Nigdy nie przejął sukcesji w Nancy, mianowany został bowiem w 1837 metropolitą Bordeaux. Od 1840 asystent Tronu Papieskiego. Na konsystorzu z marca 1852 otrzymał kapelusz kardynalski z tytułem prezbitera Santa Maria in Via. Brał udział w Soborze watykańskim I, a także konklawe po śmierci Piusa IX. Pochowany w katedrze w Bordeaux.